# Kroktjärnen (Nederluleå socken, Norrbotten)
Kroktjärnen är en sjö i Luleå kommun i Norrbotten och ingår i Alåns huvudavrinningsområde. Sjön har en area på 0,117 kvadratkilometer och ligger 130,6 meter över havet.

## Delavrinningsområde
Kroktjärnen ingår i det delavrinningsområde (730028-176522) som SMHI kallar för Utloppet av Västmarksträsket. Medelhöjden är 96 meter över havet och ytan är 18,83 kvadratkilometer. Räknas de 8 avrinningsområdena uppströms in blir den ackumulerade arean 236,39 kvadratkilometer. Avrinningsområdets utflöde Alån (Långsjöån) mynnar i havet. Avrinningsområdet består mestadels av skog (61 procent). Avrinningsområdet har 3,88 kvadratkilometer vattenytor vilket ger det en sjöprocent på 20,6 procent.